# Ty Burrell
Tyler Gerald “Ty” Burrell (Grants Pass, Oregon, 1967. augusztus 22. –) kétszeres Primetime Emmy-díjas amerikai színész.
Hírnevét Phil Dunphy, az ABC csatornán futó Modern család című vígjátéksorozat egyik szereplőjének megformálásával szerezte. A komikus és „cool” családapa szerepéért a színész kétszer nyert Primetime Emmy-díjat, legjobb férfi mellékszereplő (vígjátéksorozat) kategóriában.

## Élete és pályafutása
Tyler Gerald Burrell 1967. augusztus 22-én született az oregoni Grants Pass-ben, Sheri Rose tanár és Gary Gerald Burrell terapeuta gyermekeként. Van egy testvére, Duncan. Angol és német felmenőkkel rendelkezik, de a Finding Your Roots című műsorban kiderült, hogy nagyanyja révén afrikai származású is. Az oregoni Applegate-ben nőtt fel. A Hidden Valley High Schoolban tanult, ahol amerikaifutballozott is.
Az Oregoni Egyetemen a Sigma Chi testvériség tagja lett, és pincér volt az Oregon Shakespeare Festivalon. Később a Southern Oregon Universityn tanult, ahol 1993-ben diplomázott.
A Penn State Universityn a "Theatre 100 Company" tagja volt Keegan-Michael Key-jel együtt. 1999-ben fesztiválszínészként tevékenykedett a Utah Shakespeare Festivalon. Állítása szerint iskolás korában a furgonjában élt, hogy pénzt spóroljon.

## Filmográfia

### Film
| Év   | Magyar cím                                             | Eredeti cím                          | Szerep               | Magyar hang      | Rendező           |
| ---- | ------------------------------------------------------ | ------------------------------------ | -------------------- | ---------------- | ----------------- |
| 2001 | Evolúció                                               | Evolution                            | Flemming ezredes     | Rosta Sándor     | Ivan Reitman      |
| 2001 | A Sólyom végveszélyben                                 | Black Hawk Down                      | Timothy A. Wilkinson |                  | Ridley Scott      |
| 2004 | Holtak hajnala                                         | Dawn of the Dead                     | Steve Marcus         | Forgács Péter    | Zack Snyder       |
| 2004 | Jó társaság                                            | In Good Company                      | Enrique Colon        | Galbenisz Tomasz | Paul Weitz        |
| 2005 | San Fernando völgye                                    | Down in the Valley                   | seriff               |                  | David Jacobson    |
| 2006 | A szépség és a szőr: Diane Arbus képzeletbeli portréja | Fur                                  | Allan Arbus          | Epres Attila     | Steven Shainberg  |
| 2006 | Jóbarátnők                                             | Friends with Money                   | Másik Aaron          | Bognár Zsolt     | Nicole Holofcener |
| 2006 | Darwin-díj – Halni tudni kell!                         | The Darwin Awards                    | Emile                | Seder Gábor      | Finn Taylor       |
| 2007 | A nemzet aranya: Titkok könyve                         | National Treasure 2: Book of Secrets | Connor               | Rosta Sándor     | Jon Turteltaub    |
| 2008 | A hihetetlen Hulk                                      | The Incredible Hulk                  | Leonard Samson       | Viczián Ottó     | Louis Leterrier   |
| 2010 | Államtrükkök                                           | Fair Game                            | Fred                 |                  | Doug Liman        |
| 2010 | Ébredj velünk                                          | Morning Glory                        | Paul McVee           | Epres Attila     | Roger Michell     |
| 2011 | Vaj                                                    | Butter                               | Bob Pickler          | Rosta Sándor     | Jim Field Smith   |
| 2012 |                                                        | Goats                                | Frank                |                  | Christopher Neil  |
| 2014 | Csontváz ikrek                                         | The Skeleton Twins                   | Rich                 | Kulka János      | Craig Johnson     |
| 2014 | Mr. Peabody és Sherman kalandjai                       | Mr. Peabody & Sherman                | Mr. Peabody (hangja) | Kautzky Armand   | Rob Minkoff       |
| 2014 | Muppet-krimi: Körözés alatt                            | Muppets Most Wanted                  | Jean Pierre Napoleon | Széles Tamás     | James Bobin       |
| 2016 | Gólyák                                                 | Storks                               | Mr. Gardner (hangja) | Dévai Balázs     | Nicholas Stoller  |
| 2016 | Gólyák                                                 | Storks                               | Mr. Gardner (hangja) | Dévai Balázs     | Doug Sweetland    |
| 2016 | Szenilla nyomában                                      | Finding Dory                         | Béni (hangja)        | Görög László     | Andrew Stanton    |
| 2017 | Csajok hajnalig                                        | Rough Night                          | Pietro               | Vass Gábor       | Lucia Aniello     |

### Televízió
| Év        | Magyar cím                               | Eredeti cím                       | Szerep                          | Megjegyzések                                                                     |
| --------- | ---------------------------------------- | --------------------------------- | ------------------------------- | -------------------------------------------------------------------------------- |
| 2000–2003 | Esküdt ellenségek                        | Law & Order                       | Paul Donatelli / Herman Capshaw | 2 epizód                                                                         |
| 2001      | Az elnök emberei                         | The West Wing                     | Tom Starks                      | 1 epizód                                                                         |
| 2002      | Esküdt ellenségek: Különleges ügyosztály | Law & Order: Special Victims Unit | Alan Messinger                  | 1 epizód                                                                         |
| 2003      | Kés/Alatt                                | Nip/Tuck                          | "Big Mike" (Cadaver)            | 1 epizód                                                                         |
| 2005–2006 |                                          | Out of Practice                   | Dr. Oliver Barnes               | 21 epizód                                                                        |
| 2007      |                                          | Lipshitz Saves the World          | vörös ruhás férfi               | próbaepizód                                                                      |
| 2007–2008 |                                          | Back to You                       | Gary Crezyzewski                | 17 epizód                                                                        |
| 2008      |                                          | Fourplay                          | Christopher                     | próbaepizód                                                                      |
| 2009      | A hatalom hálójában                      | Damages                           | Douglas Schiff                  | 1 epizód                                                                         |
| 2009–2020 | Modern család                            | Modern Family                     | Phil Dunphy                     | - főszereplő - magyar hangja: - Széles Tamás - Galbenisz Tomasz - Gergely Róbert |
| 2010–2011 |                                          | The Super Hero Squad Show         | Mar-Vell kapitány (hangja)      | 3 epizód                                                                         |
| 2010–2011 |                                          | Glenn Martin, DDS                 | Mart-E (hangja)                 | 2 epizód                                                                         |
| 2011      | Dr. Plüssi                               | Doc McStuffins                    | Big Jack (hangja)               | 1 epizód                                                                         |
| 2012–2014 |                                          | Key & Peele                       | Hans Müller ezredes             | 2 epizód                                                                         |
| 2015      |                                          | Comedy Bang! Bang!                | önmaga                          | 1 epizód                                                                         |
| 2015      | A Madagaszkár pingvinjei                 | The Penguins of Madagascar        | Parker (hangja)                 | 1 epizód                                                                         |
| 2016      |                                          | Boondoggle                        | Ty                              | 3 epizód                                                                         |
| 2017      | Family Guy                               | Family Guy                        | önmaga                          | 1 epizód                                                                         |
| 2020–2022 |                                          | Duncanville                       | Jack Harris (hangja)            | főszereplő                                                                       |

## Fordítás
- Ez a szócikk részben vagy egészben  a   Ty Burrell című angol Wikipédia-szócikk fordításán alapul.  Az eredeti cikk szerkesztőit annak laptörténete sorolja fel. Ez a jelzés csupán a megfogalmazás eredetét és a szerzői jogokat jelzi, nem szolgál a cikkben szereplő információk forrásmegjelöléseként.